# モンテカルロ歌劇場
モンテカルロ歌劇場（フランス語: Opéra de Monte-Carlo）は、モナコ・モンテカルロにある歌劇場。1879年完成。設計者はシャルル・ガルニエ。

## 沿革・概要
1870年代に、モナコ大公のシャルル3世がオペラハウスを建設。建設期間は僅か6ヶ月で完成した。座席数は524。
ラヴェルの歌劇「子供と魔法」を始め、プッチーニの 「つばめ」 、マスネの「ドン・キショット」「テレーズ」「ノートルダムの曲芸師」、ビゼーの「ドン・プロコーピオ」、フォーレの「ペネロープ」など、多くの作品がこの劇場で初演されている。
2000年から5年間、大規模な改修工事が行われた際は、グリマルディ・フォーラムでバレエ公演やモンテカルロ・フィルハーモニー管弦楽団の定演、ボクシングではゲンナジー・ゴロフキンやヘッキー・ブドラーが防衛戦などを行うなど、各種イベントが開催されている。